# José María Baliña
José María Baliña (ur. 8 stycznia 1959 w Buenos Aires) – argentyński duchowny katolicki, biskup pomocniczy Buenos Aires w latach 2015–2023, biskup-nominat Mar del Plata w 2023, biskup pomocniczy Chascomús od 2025. 

## Życiorys
Święcenia kapłańskie przyjął 25 listopada 1989 z rąk kardynała Juana Carlosa Aramburu. Inkardynowany do archidiecezji Buenos Aires, pracował jako duszpasterz parafialny i jako dziekan kilku dekanatów. W 2013 został także wiceprzewodniczącym Stowarzyszenia św. Piotra.
16 stycznia 2015 papież Franciszek mianował go biskupem pomocniczym archidiecezji Buenos Aires oraz biskupem tytularnym Theudalis. Sakry udzielił mu 28 lutego 2015 arcybiskup metropolita Buenos Aires - kardynał Mario Aurelio Poli.
21 listopada 2023 papież Franciszek przeniósł go na urząd biskupa diecezji Mar del Plata. Ingres był zaplanowany na 20 stycznia 2024, jednak Baliña ze względu na stan zdrowia złożył rezygnację, którą papież przyjął 13 grudnia 2023.  
1 lutego 2025 został mianowany biskupem pomocniczym diecezji Chascomús oraz biskupem tytularnym Ubazy